# Форст (Айфель)
Форст (нем. Forst) — община в Германии, в земле Рейнланд-Пфальц.
Входит в состав района Кохем-Целль. Подчиняется управлению Трайс-Карден. Население составляет 386 человек (на 31 декабря 2010 года). Занимает площадь 3,93 км².
Город подразделяется на 3 городских района.